# Litavicco
Litavicco (... – post 51 a.C.) è stato un principe e condottiero gallo, nobile eduo.

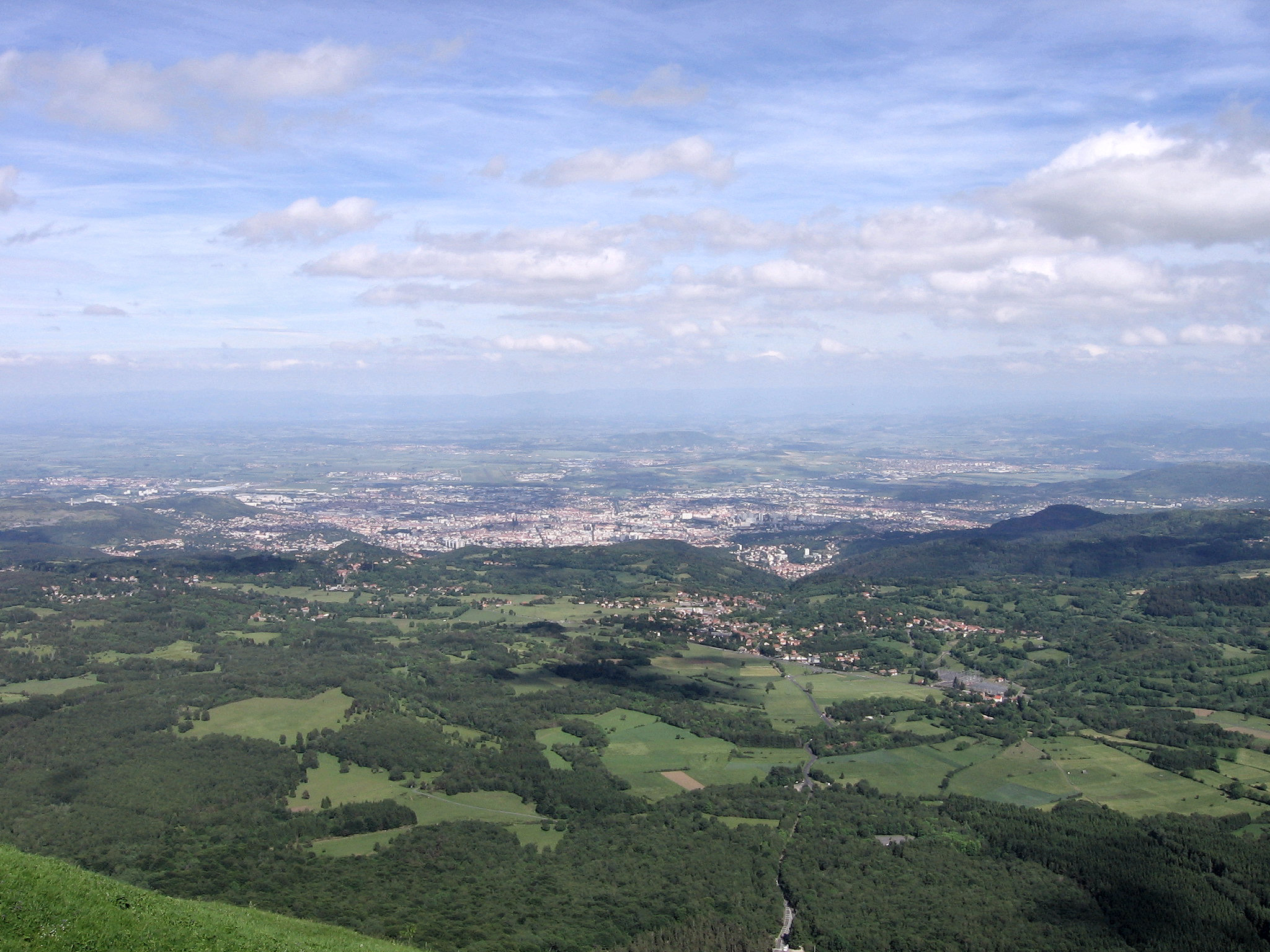
Il panorama attuale, visto dall'alto della rocca di Gergovia, dove si accamparono le legioni di Gaio Giulio Cesare.

Gaio Giulio Cesare parla di Litavicco in alcuni paragrafi del VII libro del De bello Gallico: il giovane nobile eduo, mentre nel 52 a.C. il proconsole romano era impegnato nella battaglia di Gergovia (odierna Clermont-Ferrand), insieme ai suoi fratelli e altri giovani si lasciò corrompere da Convittolitave, al quale Cesare aveva assegnato la magistratura degli Edui. Il magistrato diede a loro del denaro e li esortò a ribellarsi alla dominazione romana, dicendo loro che se gli Edui, popolo molto autorevole in Gallia, avessero cambiato partito, i Romani non avrebbero avuto più modo di rimanere in Gallia. Del resto Cesare, diceva il magistrato, aveva reso a questa tribù un grande beneficio, ma non aveva fatto altro che riconoscere l'assoluta legittimità delle sue ragioni. Perché mai, dunque, gli Edui dovevano ricorrere al giudizio di Cesare, e non piuttosto i Romani alla sentenza degli Edui? Litavicco e gli altri giovani furono convinti dalle parole del magistrato e dal denaro. Iniziarono quindi a cercare un pretesto per convincere gli Edui a prendere le armi contro i Romani. Si decise di porre Litavicco a capo di diecimila uomini da inviare a Cesare, che li aveva richiesti come rinforzo. I suoi fratelli avrebbero raggiunto Cesare prima di lui. Mettono a punto il piano in tutti gli altri particolari. Litavicco assunse il comando dell'esercito e, quando si trovava a circa trenta miglia da Gergovia, convocò i suoi uomini e li sobillò con l'inganno contro i Romani, torturando a morte alcuni Romani che erano in viaggio con lui. Cesare fu informato dei fatti dall'eduo Eporedorige, che supplicò il proconsole di non permettere agli Edui di venir meno all'alleanza con il popolo romano a causa delle sconsiderate azioni di alcuni giovani; egli chiese anche di tener conto delle conseguenze, se tante migliaia di uomini si fossero unite ai nemici. Senza alcun indugio Cesare guidò fuori dall'accampamento quattro legioni e la cavalleria, lasciando a presidio del campo il legato Gaio Fabio con due legioni. All'arrivo di Cesare gli Edui, vedendo che, al contrario di quanto aveva detto loro Litavicco, Viridomaro ed Eporedorige erano vivi, capirono l'inganno del giovane e cominciano a tendere le mani in segno di resa, a gettare le armi, a implorare la grazia. Litavicco fuggì allora coi suoi fedeli a Gergovia. Cesare risparmiò l'esercito eduo.